# Prada inundada del Zambeze
Prada inundada del Zambeze és una ecoregió de la zona afrotròpica, definida per WWF, formada per diversos aiguamolls dispersos per Àfrica austral.

## Descripció

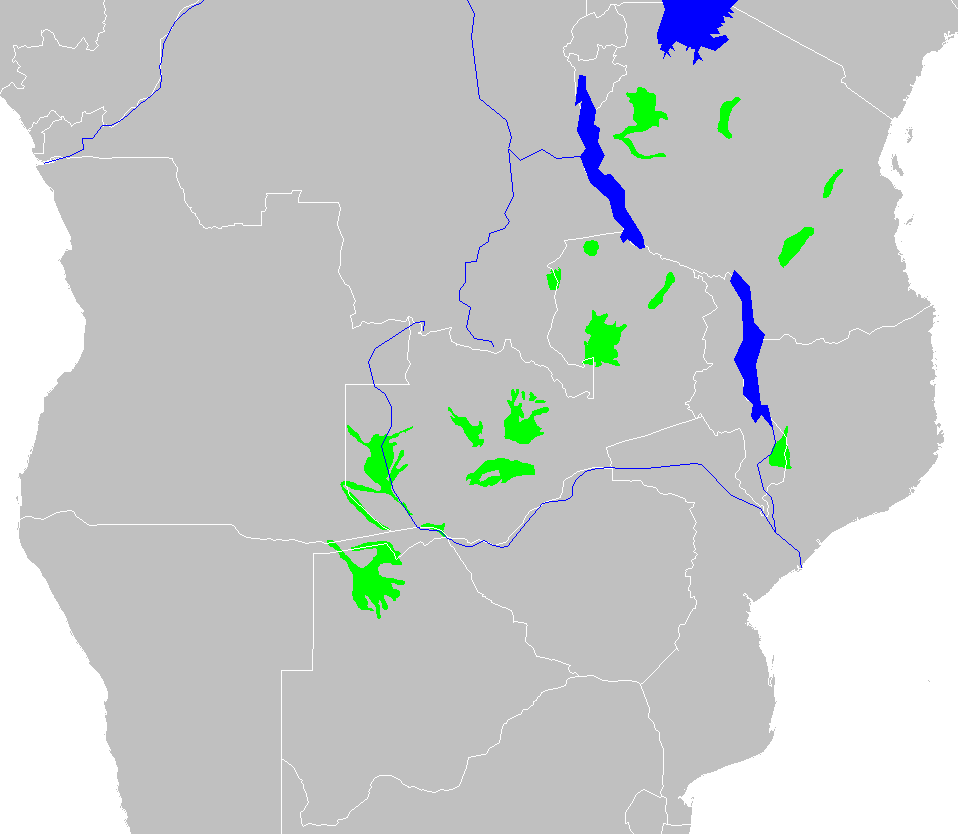
Mapa de la sabana costanera inundada del Zambeze

És una ecoregió de praderies i sabanes inundades que ocupa 153.500 quilòmetres quadrats en diversos enclavaments que s'estenen des del nord de Botswana, passant per l'extrem oriental de Namíbia, el sud-est d'Angola i de la República Democràtica del Congo, Zàmbia, el sud de Malawi i l'est de Moçambic, fins al centre de Tanzània; en la conca del Zambeze i altres rius propers. Entre els principals enclavaments hi la
- Vall de Kilombero al sud de Tanzània
- Planura inundada Moyowosi- Malagarasi al centre de Tanzània
- Planura inundada al llarg del riu Ugalla a Tanzània
- El delta de l'Okavango a Botswana
- Al voltant de llac Chilwa a Malawi
- La planura inundada Barotse, Kafue, pantà de Busanga i pantà de Lukanga a la conca del Zambezi de Zàmbia.
- L'alt riu Chambeshi, el pantà de Bangweulu i llac Mweru Mantipa a Zàmbia.

La regió té un clima tropical amb un estiu calent i humit entre novembre i març.

## Flora
Aquests enclavaments de vegetació contenen prats i aiguamolls, que varien d'una zona a una altra dins d'aquesta ecoregió àmpliament estesa.

## Fauna
Fins i tot durant l'estació seca les planures inundades sostenen una gran quantitat de vida silvestre, incloent les pastures búfals africans, nyus, elefants, zebres, i girafes, i aigües amb hipopòtams i cocodrils. Hi ha molts antílops (antílop aquàtic, pucu, eland, i cob lichi) el pantà de Bangwelu en particular és la llar del cob lichi negre (Kobus leche smithermani), topi comú i sitatunga, mentre que els plans de Kafue tenen grans grups de cob lichi de Kafue i zebra de Burchell.
El gran nombre d'aus, especialment ocells aquàtics, a les planes d'inundació inclouen jabirús africans. El gripau de Merara (Sclerophrys reei) a la vall de Kilombero, i la serp d'aigua de Barotse (Crotaphopeltis barotseensis) són dues espècies endèmiques.

## Amenaces i conservació
Tot i la mosca tse tse i l'aigua pantanosa les planes inundades han estat durant molt temps la llar de les comunitats rurals, com ara els lozi de la planura de Barotse i dels tonga de les planes de Kafue, però són majoritàriament verges i grans à» estan protegides. No obstant això, la vida silvestre segueix sent vulnerable a la caça furtiva i el cultiu il·legal o la pastura. En tant que la població en aquesta part d'Àfrica està contínuament augmenetant la demanda d'aigua i terres de cultiu posa les planes d'inundació sota amenaça constant a mesura que contaminen la terra està contaminada o conreada, les pastures incendiades i els rius embassats o desviats. Els plans Kafue han canviat dràsticament pel repressament del riu i s'han previst projectes similars per l'Okavango.
Les à» protegides inclouen el delta de l'Okavango, els pantans de Bangweulu, Moyowosi i Kilombero i les planes de Kafue i, a més, el llac Chilwa és una àrea d'observació d'aus Ramsar. D'aquests Okavango és la major i més conegut, sent en la seva majoria dins de la reserva de caça de Moremi, que té una fauna espectacular i una indústria safari ben desenvolupada amb seu a la ciutat de Maun. A Zàmbia el Parc Nacional Lochinvar i el Parc Nacional Blue Lagoon estan protegits.